# 独立記念碑 (メキシコ)
独立記念碑（どくりつきねんひ、スペイン語: Monumento a la Independencia）は独立記念柱（Columna de la Independencia）とも呼ばれ、メキシコシティの目抜き通りであるレフォルマ通りの環状交差点に置かれた戦勝記念柱である。柱の上の像によってアンヘル（El Ángel、天使）という通称で呼ばれることが多い。
ポルフィリオ・ディアス時代の1910年にメキシコ独立革命開始百周年を祝うために建築家アントニオ・リバス・メルカドによって作られた。その後、独立戦争の最も重要な英雄たちの霊廟になった。メキシコシティでもっとも目立つランドマークのひとつであり、祝祭と抗議運動の両方にとって重要な場所になっている。パリの7月革命記念碑や、ベルリンの戦勝記念塔によく似ている。

## 概要

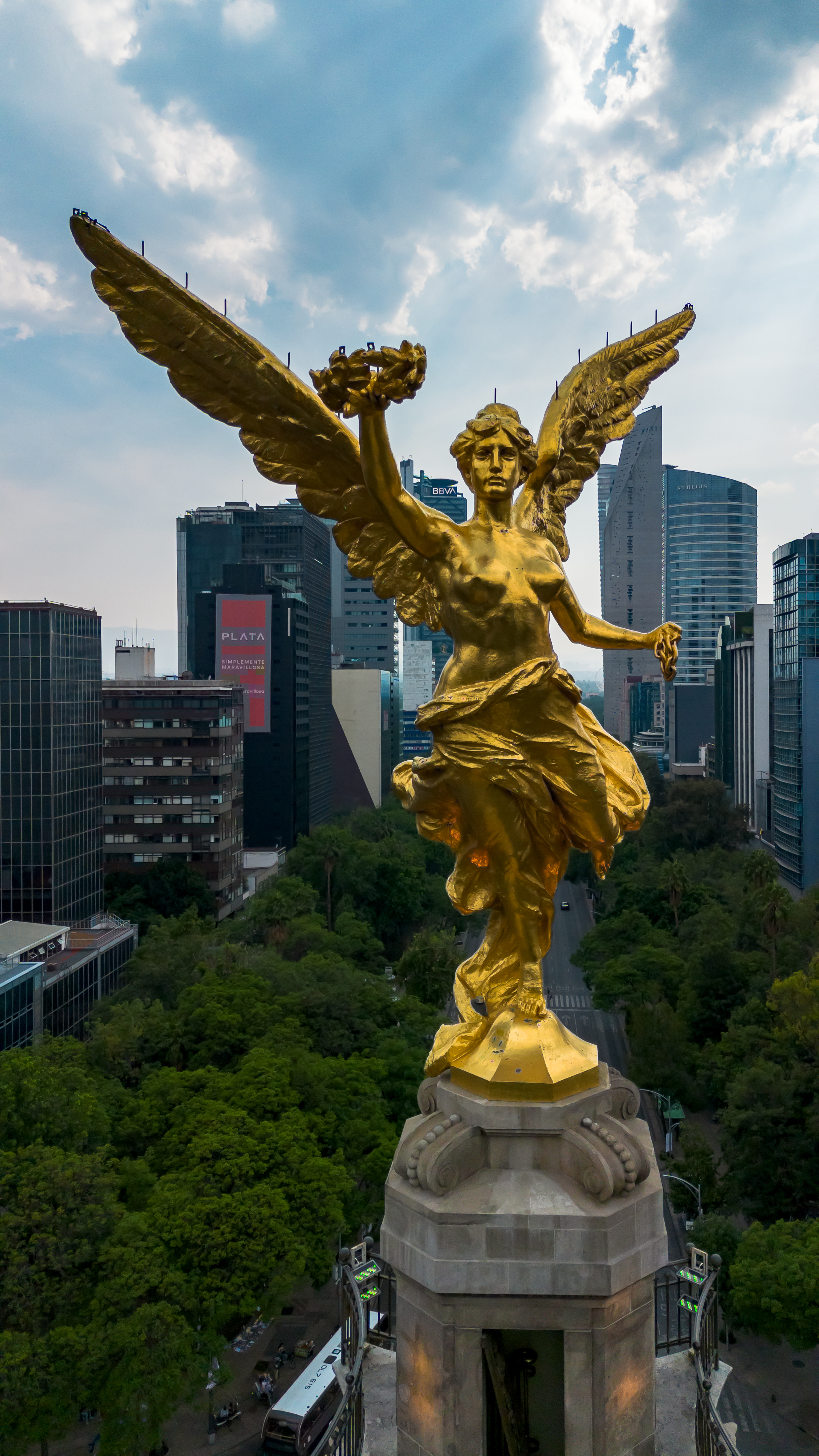
柱の上のニケの像

柱の基部は四角で、各頂点には銅像が置かれ、それぞれ法、戦争、正義、平和を象徴する。最初は基部へのぼるための9段の階段があったが、地盤沈下によってさらに14段が追加された。
メキシコシティのダウンタウンの方角を向いた基部の正面には金属板があり、La Nación a los Héroes de la Independenciaの語が刻まれている。その前に月桂樹をつけた巨大なライオンが子供を導く像が置かれているが、リバス・メルカドによると「メキシコ国民が戦時には強く、平和な時には従順である」ことを象徴しているという。
柱の脇にはメキシコ独立戦争の英雄たちを刻んだ大理石の像が置かれている。柱そのものは高さ36メートルである。鋼鉄製の柱の周囲を石で覆い、上にさまざまな浮き彫りと独立の偉人たちの名前が刻まれている。柱の中には柱頭の上の展望台に登るための200段の階段がある。柱頭はコリント式で、制作当時のメキシコの国章に由来する羽根を伸ばした4羽の鷲が刻まれている。
柱の上にはエンリケ・アルシアティによって作られたギリシア神話の勝利の女神であるニケの像（高さ6.7メートル）が置かれている。世界各地の勝利記念碑と同様のデザインで、青銅で作られて純金で覆われ（2006年に修復された）、7トンの重さがある。桂冠を持った右手を持ち上げているのはミゲル・イダルゴの頭に、そして下方のメキシコに桂冠をかぶせようとしていることを象徴的に表し、勝利を象徴する。左手にちぎれた鎖を持っているのは自由を象徴している。

## 歴史

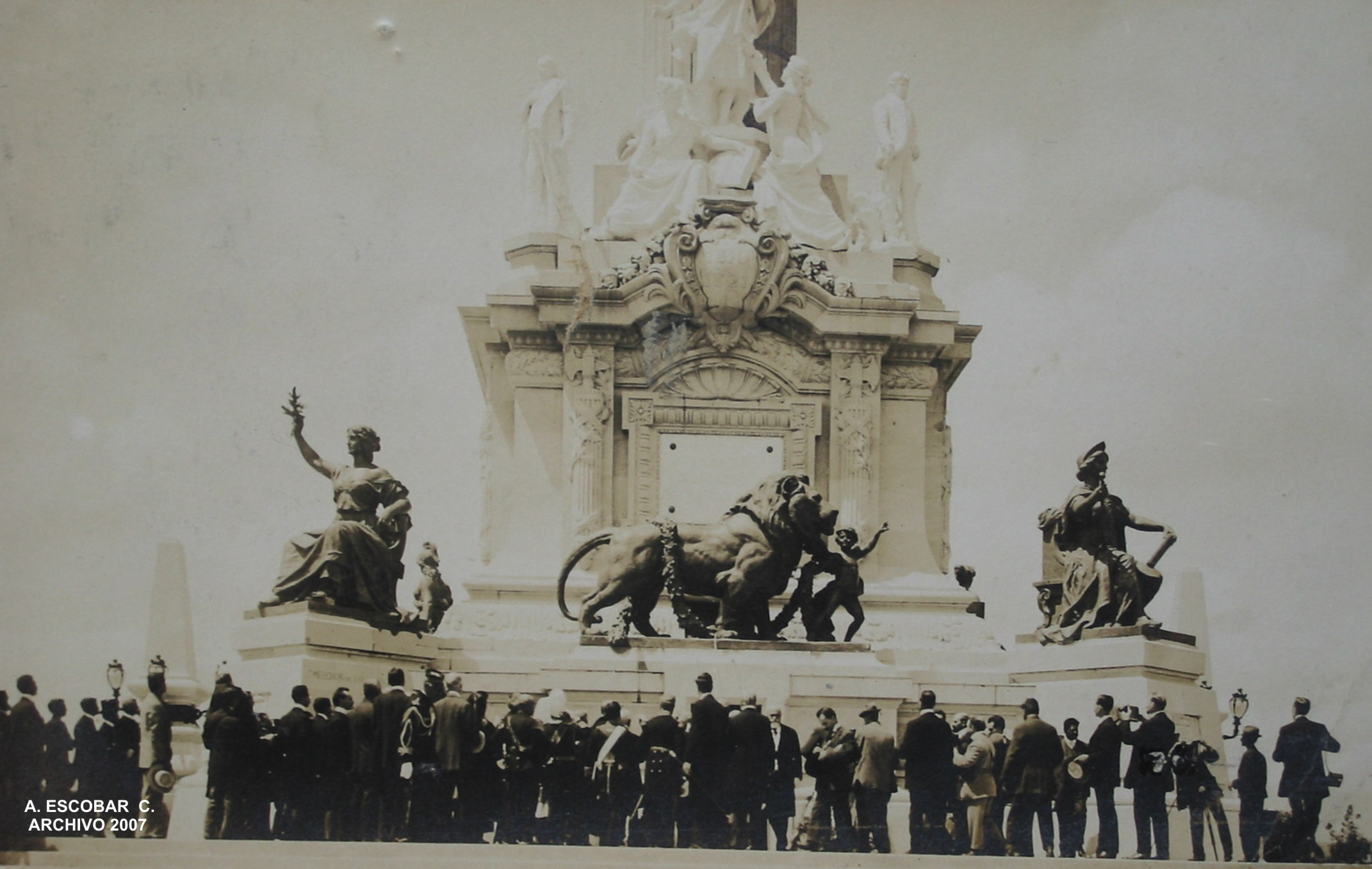
1910年9月16日の独立記念日の落成式

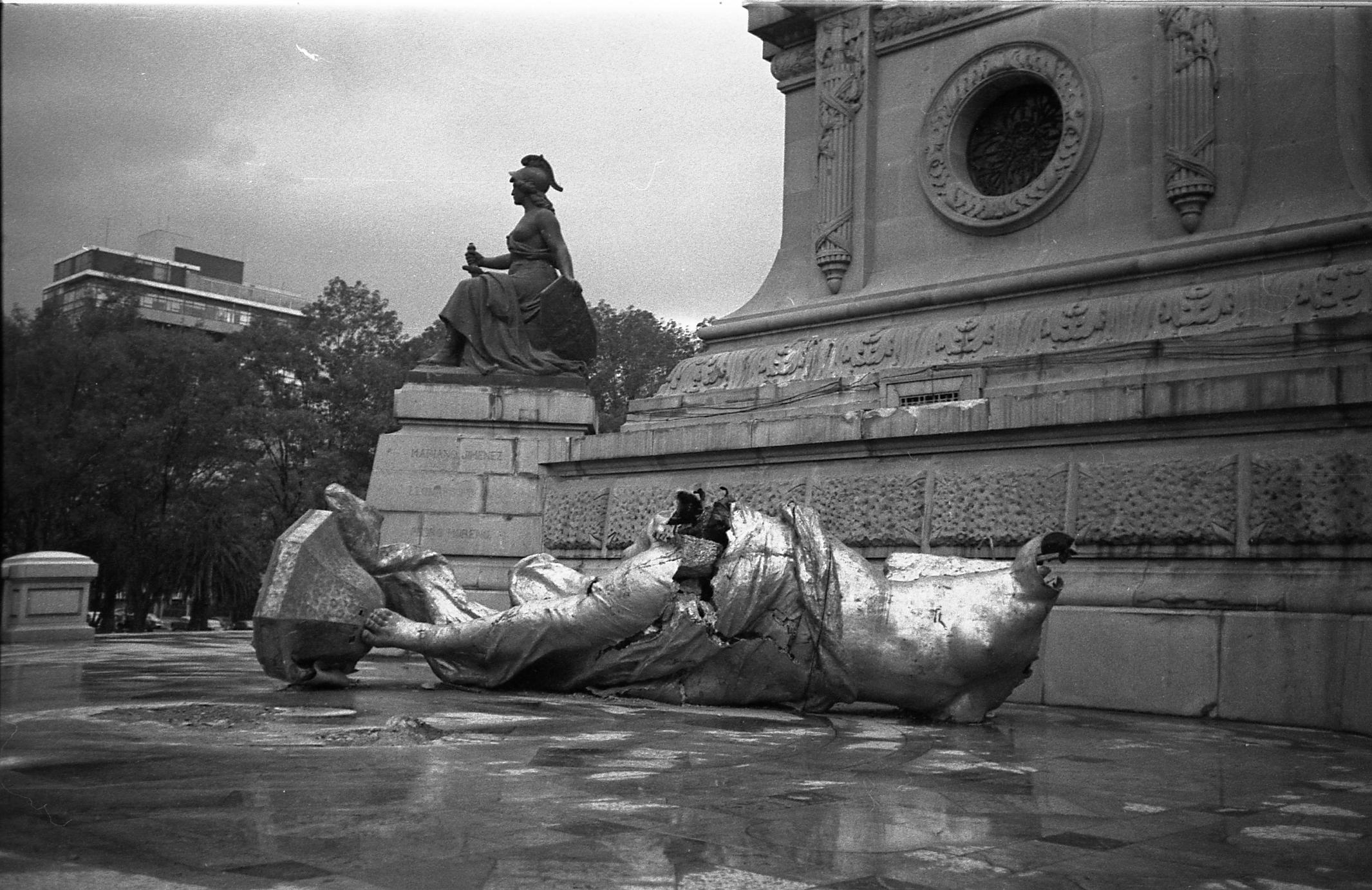
1957年の地震で落ちた像

ポルフィリオ・ディアス大統領は1900年に独立記念柱の制作を命じた。アントニオ・リバス・メルカドは古典と現代の両方の要素を持つ柱を設計した。礎石は1902年1月2日に置かれた。しかしその後土台に問題が見つかったために1906年に作り直した。1910年に完成し、メキシコ独立革命の開始と見なされているミゲル・イダルゴによるドロレスの叫びから百周年の記念にちょうど間にあった。
プルタルコ・エリアス・カリェス時代の1925年に、メキシコ独立革命の英雄たちの遺体を柱の基部の下に作られた霊廟に埋葬した。
1929年、エミリオ・ポルテス・ヒル大統領の命令で、柱の基部に独立の英雄をたたえる聖火(Lámpara Votiva)が設置された。
1957年7月28日の地震では勝利の女神像が地上に落ち、バラバラになった。修復には1年以上を要した。1985年9月19日のメキシコ地震では階段と浮き彫りに被害があったものの、女神像は無事だった。
2019年8月16日、性暴力とフェミサイドに抗議するフェミニストのデモによって記念碑の基部が落書きで汚された。